# Outcast (videojuego)
Outcast es un videojuego de aventura y acción del desarrollador belga Appeal, lanzado el 1999 por Infogrames. Fue nombrado el «Juego de Aventuras del Año» por GameSpot el mismo año.

## Trama
En 2007, el gobierno de los Estados Unidos de América envía con éxito una sonda a un mundo ajeno de un universo paralelo. La sonda empieza a transmitir imágenes de vídeo del mundo a la Tierra. Después de unos pocos minutos de transmisión, una forma de vida alienígena descubre la sonda y la avería, causando una reacción imprevista de energía y creando un agujero negro que amenaza la Tierra. Se da a Cutter Slade, un ex-Navy SEAL, la tarea de escoltar tres científicos (William Kauffmann, Anthony Xue y Marion Wolfe) en una misión en este mundo extraño para recuperar la sonda y cerrar el agujero negro.
Llegando en este mundo ajeno llamado Adelpha, Cutter es separado de los otros científicos y es aclamado por los nativos como su mesías, el Ulukai.
Adelpha es un mundo paralelo al nuestro y allí transcurre Outcast. La población de Adelpha es denominada Talan. Su nivel de tecnología es comparable al nivel de la Europa Medieval, aunque disponen de armas de fuego basadas en la energía y portales transcontinentales que se usan para viajar entre regiones de Adelpha, llamados Daokas. Adelpha se divide en varias razones, divididas por vastos océanos.
Cuando Cutter llega al mundo de los Talan, se encuentra una dictadura férrea en una sociedad que siempre había vivido en paz y hermonia.
Cutter descubre que los miembros de su expedición no solo se separaron geográficamente, sino también temporalmente. Marrion Wolfe llegó poco antes que Cutter Slade, pero sus compañeros Kauffmann y Xue llegaron décadas antes que ellos. Este último, se hizo con el poder militar de Adelpha y se convirtió en su líder, mientras que Kauffmann, que no pudo detener a Xue, inició el culto religioso a la figura del Ulukai, alguien no Talan que llegaría para rescatarlos de la tiranía; preparaba la llegada de nuestro héroe Cutter Slade.

## Secuela
En 2001 se planeó una secuela que se llamaría Outcast II: El Paraíso Perdido, para PC y PlayStation 2. Durante el desarrollo, Appeal entró en bancarrota y el desarrollo del juego se paró.
Desde el 2003, un grupo de fanes del juego Outcast, llamados Outcasts Eternos, crearon una secuela gratuita llamada Open Outcast, un mod para Crysis Wars. En 2013, se separó el juego para no ser un mod y se re-nombró a Outcast: Legacy of the Yods, aunque se eliminó del título la palabra "Outcast" para evitar conflictos legales con el Copyright y finalmente el juego se ha acabado llamando Legacy of the Yods

### Reedición
El 20 de abril de 2010 Outcast se volvió a lanzar de manera oficial como copia digital. Esta versión del juego incluía el arreglo de diferentes problemas y errores y lo hacía jugable en los ordenadores modernos.

### Resurrección
El 3 de julio de 2013, Yann Robert, Franck Sauer e Yves Grolet, los directores del juego en Appeal, adquirieron los derechos con la intención de retomar la franquicia.
El 7 de abril de 2014 iniciaron una campaña de recaudación de fondos por Kickstarter con la meta de 600.000$ para poder crear un "remake" en alta definición. La campaña fracasó, ya que solo se consiguió un 45% de los fondos deseados.
El 7 de noviembre de 2017 se lanzó un "remake" del juego original llamado Outcast: Second Contact, disponible para Microsoft Windows, PlayStation 4 y Xbox One.